# Alectorolophus guttulosus
Alectorolophus guttulosus är en insektsart som beskrevs av Willy Adolf Theodor Ramme 1941. Alectorolophus guttulosus ingår i släktet Alectorolophus och familjen gräshoppor. Inga underarter finns listade i Catalogue of Life.